# Бејџор
Бејџор је, у универзуму Звезданих стаза, планета класе М, близу федерацијско-кардасијанске границе и Пустаре (Badlands). Она представља родни свет Бејџоранаца. Има два сателита: Дерна и Џерадо. Највећи град је Дахур (број становника непознат). На планети се налазе три велике копнене масе. Сви континенти су подељени на провинције, као на пример: Дакур провинција, Голар провинција, Кендра провинција... Мора на Бејџору су зелене боје због јединстваног живог света и мање-више састава воде.